# ميغومي موراتا
ميغومي موراتا (باليابانية: ムラタメグミ؛ بالكانا: むらっち) هي مغنية يابانية، ولدت في 3 مارس 1981 في سنداي في اليابان.

## وصلات خارجية
- ميغومي موراتا على موقع IMDb (الإنجليزية)
- ميغومي موراتا على موقع ميوزك برينز (الإنجليزية)
- ميغومي موراتا على موقع ديسكوغز (الإنجليزية)
- ميغومي موراتا على موقع قاعدة بيانات الفيلم (الإنجليزية)